# 梁登瀛

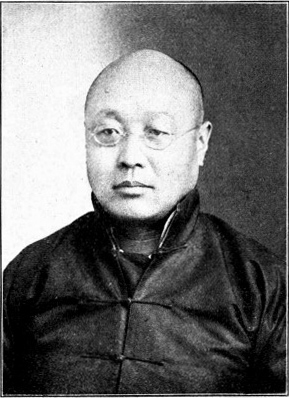
梁登瀛像，《民國之精華》

梁登瀛（1873年？—1930年），字曉舲，甘肅省金縣（今榆中縣）人。清末民初政治人物。

## 生平

### 入仕清廷
梁登瀛天資聰慧，爲人誠篤。自幼喜好讀書，弱冠即有文名。維新思想興起之後，即專求有用之書，不再固執章句。曾入律學館，以優等成績畢業。光緒二十三年（1897年）中式丁酉科解元，光緒三十三年（1907年）丁未會考一等，官司法部主事，歷充京師地方審判廳推事、京師第二初級檢察廳檢察官。

### 民國議員
民國二年（1913年），正式國會成立，梁登瀛當選參議院議員。民國五年（1916年）國會重開，梁登瀛再應召集，就職參議院議員。
民國六年（1917年），張勳復辟短暫發生，段祺瑞驅逐張勳後，成為“再造共和”之“功臣”，再度出任國務總理，并迫使大總統黎元洪下野，國會解散。梁登瀛奔走抗議，無濟於事。不久，孫文在廣州開展護法運動，梁登瀛南下支持，并初次拜謁孫文，建議興師北伐。孫文委派其到甘肅接洽革命事務。梁登瀛到達甘肅，形勢急轉直下，只得潜回香港，擔任非常国会议员。國民黨收復廣州，又前往廣州。
民國十一年（1922年），黎元洪重任总统，并恢復國會。梁登瀛由上海趕回北京，获二等大绶宝光嘉禾章，擔任國務院顧問。次年，因反對曹錕賄選總統，被追殺，於是逃至上海，再次會晤孫文，并追隨之。

### 隱居京華
民國十四年（1925年），孫文逝世於北京，梁登瀛從此在北京（不久改名北平）隱居，不問政事。民國十八年（1929年），陝甘饑荒，餓殍遍地。梁登瀛寄款賑濟。民國十九年（1930年）11月，梁登瀛病逝。兩日後，夫人刘仪仙亦去世。夫婦靈柩寄葬於北平三教寺旁。监察院院长于右任亲书挽联：“议坛洒落抗风节，陇水凄凉失老成”。1952年12月，灵柩迁葬榆中县梁家湾祖茔。鄉人有挽聯曰：“燕市风悲寿骨长辞三教寺；广州雨泣忠魂远到五羊城。”